# All Saints (All Saints album)

All Saints er debutalbummet fra den britisk - canadiske pigegruppe All Saints. Det blev udgivet den 24. november 1997 af London Records. All Saints arbejdede sammen med adskillige producere på albummet; hovedsageligt Cameron McVey, John Benson, Johnny Douglas, Karl "K-Gee" Gordon, Magnus Fiennes, Nellee Hooper, Karen Gibbs og Neville Henry. Musikalsk var albummet inspireret af elektronisk musik, hop hop, R&B, soul, swing, synthpop og trip hop.
Ved udgivelsen modtog albummet blandede anmeldelser fra musikkritikerne, hvor mange roste valget af singler og gruppens musikalske retning. Tre af albummets singler nåede førstepladsen på UK Singles Chart; "Never Ever", den dobbelte A-side "Under the Bridge" og "Lady Marmalade" samt "Bootie Call". Derudover udkom også "I Know Where It's At" (#4) og "War of Nerves" (#7).

## Spor
| 1.  | "Never Ever"                          | Cameron McVey ⋅ Magnus Fiennes                      | 6:27 |
| 2.  | "Bootie Call"                         | Gordon                                              | 3:36 |
| 3.  | "I Know Where It's At"                | McVey ⋅ Fiennes ⋅ Gordon                            | 5:08 |
| 4.  | "Under the Bridge"                    | Gordon ⋅ Nellee Hooper                              | 5:00 |
| 5.  | "Heaven"                              | McVey ⋅ Fiennes                                     | 4:48 |
| 6.  | "Alone"                               | Gordon                                              | 3:35 |
| 7.  | "If You Wanna Party (I Found Lovin')" | Johnny Douglas                                      | 4:13 |
| 8.  | "Trapped"                             | John Benson ⋅ Neville Henry                         | 4:58 |
| 9.  | "Beg"                                 | Benson ⋅ Douglas                                    | 4:00 |
| 10. | "Lady Marmalade"                      | Benson ⋅ Douglas ⋅ Gibbs ⋅ Henry                    | 4:02 |
| 11. | "Take the Key"                        | Gordon                                              | 4:12 |
| 12. | "War of Nerves"                       | McVey ⋅ Fiennes                                     | 5:10 |
| 13. | "Never Ever" (All Star Mix)           | McVey ⋅ Fiennes ⋅ Allen (All Star) Gordon (remixer) | 4:38 |

| 1.  | "Never Ever"                          | McVey ⋅ Fiennes                          | 6:25 |
| 2.  | "Bootie Call"                         | Gordon                                   | 3:36 |
| 3.  | "I Know Where It's At" (original mix) | McVey ⋅ Fiennes ⋅ Gordon                 | 5:14 |
| 4.  | "Under the Bridge"                    | Gordon ⋅ Hooper                          | 4:59 |
| 5.  | "Heaven"                              | McVey ⋅ Fiennes                          | 4:55 |
| 6.  | "Alone"                               | Gordon                                   | 3:31 |
| 7.  | "Let's Get Started"                   | Douglas                                  | 4:20 |
| 8.  | "Trapped"                             | Benson ⋅ Henry                           | 4:41 |
| 9.  | "Beg"                                 | Benson ⋅ Douglas                         | 4:00 |
| 10. | "Lady Marmalade" ('98 mix)            | Benson ⋅ Douglas ⋅ Gibbs ⋅ Henry         | 4:16 |
| 11. | "Take the Key"                        | Gordon                                   | 4:14 |
| 12. | "War of Nerves"                       | McVey ⋅ Fiennes                          | 5:23 |
| 13. | "Never Ever" (Nice Hat Mix)           | McVey ⋅ Fiennes ⋅ K-Gee Gordon (remixer) | 5:12 |

| 1.  | "I Know Where It's At"                                                        |        | 5:02 |
| 2.  | "Bootie Call"                                                                 |        | 3:59 |
| 3.  | "Never Ever" (radio edit)                                                     |        | 5:13 |
| 4.  | "Beg"                                                                         |        | 4:00 |
| 5.  | "Under the Bridge" (original mix, different from the single/UK album version) |        | 5:34 |
| 6.  | "Gotta Get Busy" (aka "Get Bizzy", "Lady Marmalade" B-side)                   | Gordon | 3:35 |
| 7.  | "Heaven"                                                                      |        | 4:42 |
| 8.  | "No More Lies" ("Under the Bridge" B-side)                                    | Gordon | 4:14 |
| 9.  | "I Remember" ("Never Ever" B-side)                                            | Gordon | 4:06 |
| 10. | "Let's Get Started"                                                           |        | 4:22 |
| 11. | "Trapped"                                                                     |        | 4:30 |
| 12. | "Take the Key"                                                                |        | 4:12 |

## Hitlister
| Hitliste (1998)                          | Højeste placering |
| ---------------------------------------- | ----------------- |
| Australian Albums (ARIA)                 | 4                 |
| Austrian Albums (Ö3)                     | 15                |
| Belgian Albums (Ultratop Flanders)       | 5                 |
| Belgian Albums (Ultratop Wallonia)       | 9                 |
| Canadian Albums (Billboard)              | 10                |
| Danish Albums (Hitlisten)                | 7                 |
| Dutch Albums (MegaCharts)                | 10                |
| Finnish Albums (Suomen virallinen lista) | 24                |
| French Albums (SNEP)                     | 19                |
| German Albums (Media Control)            | 12                |
| Hungarian Albums (MAHASZ)                | 22                |
| Icelandic Albums (Tonlist)               | 1                 |
| Irish Albums (IRMA)                      | 3                 |
| Italian Albums (FIMI)                    | 9                 |
| Japanese Albums (Oricon)                 | 65                |
| Malaysian Albums (IFPI)                  | 9                 |
| New Zealand Albums (RIANZ)               | 2                 |
| Norwegian Albums (VG-lista)              | 12                |
| Scottish Albums (OCC)                    | 2                 |
| Spanish Albums (PROMUSICAE)              | 20                |
| Swedish Albums (Sverigetopplistan)       | 13                |
| Swiss Albums (Hitparade)                 | 3                 |
| Taiwanese Albums (IFPI)                  | 9                 |
| UK Albums (OCC)                          | 2                 |
| US Billboard 200                         | 40                |